# Жизнепригодность системы жёлтого карлика

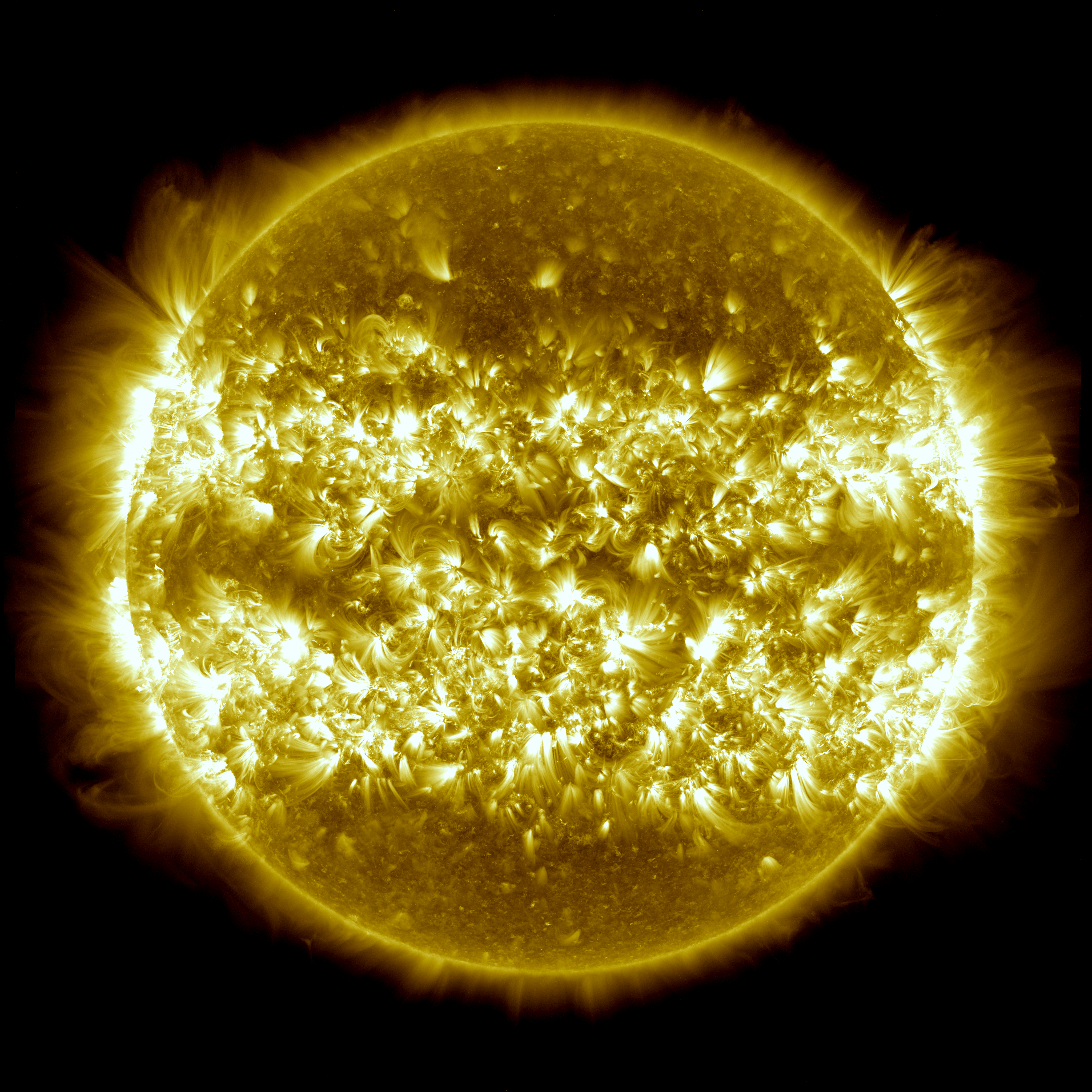
Солнце, типичный пример жёлтого карлика, сфотографированное в рентгеновских лучах

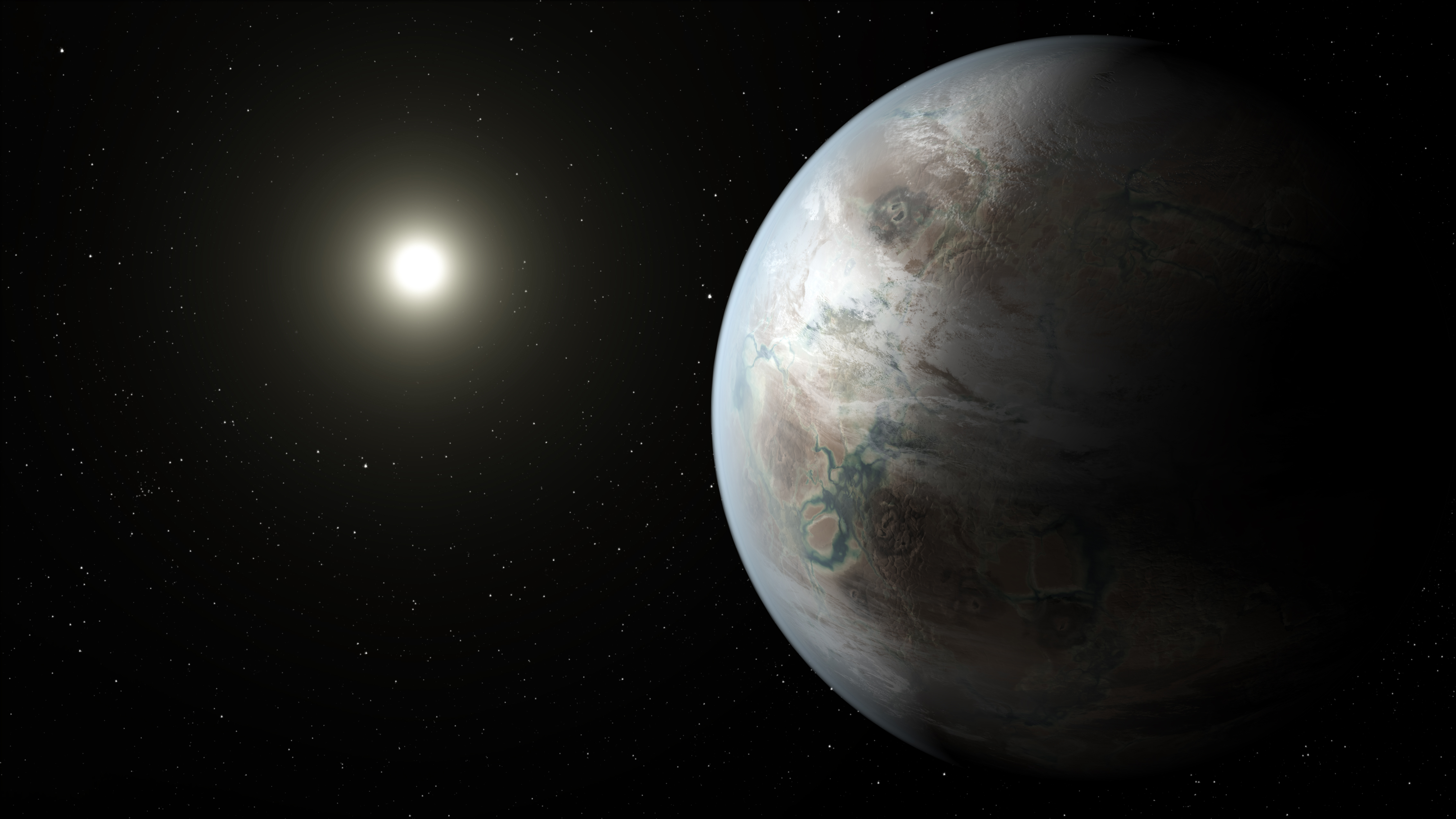
Авторское представление об экзопланете в системе жёлтого карлика

Планетные системы жёлтых карликов, звёзд главной последовательности класса G, могут обладать условиями, благоприятными для развития жизни, подобной земной. Земля, обращающаяся вокруг жёлтого карлика Солнца, представляет собой единственный известный пример обитаемости планеты. Системы жёлтых карликов представляют интерес для науки, так как считаются самыми подходящими для жизни наряду с системами со звёздами — оранжевыми карликами.
Поскольку у более массивных и ярких звезд обитаемая зона расположена дальше, расстояние между звездой и внутренним краем этой области у жёлтых карликов больше, чем у красных и оранжевых карликов. Следовательно, планеты, расположенные в обитаемой зоне звезды G-класса, защищены от интенсивного звёздного излучения, которое происходит после их образования, и не так подвержены гравитационному влиянию своей звезды, как планеты в системах более холодных звёзд. Расстояние от жёлтого карлика до любой планеты в зоне его обитаемости достаточно для того, чтобы планета не попала в приливный захват и чтобы она не была повернута к звезде всегда одной стороной (как происходит в системах красных карликов). На планете у жёлтого карлика всегда будет наблюдаться смена времени суток, а на планете у красного карлика будет наблюдаться «вечный день» и «вечная ночь». Вблизи линии терминатора будет «вечный закат» или «вечный рассвет». Нахождение планеты в приливном захвате нежелательно для возникновения сложных форм жизни.
У жёлтых карликов обитаемая зона намного шире, чем у оранжевых и красных карликов, что увеличивает шанс найти пригодную для жизни экзопланету именно у такой звезды.
Помимо наличия атмосферы и жидкой воды, для возникновения жизни необходим определённый уровень ультрафиолетового излучения. Жёлтые карлики являются единственным типом звёзд, обитаемая зона вокруг которых полностью совпадает с ультрафиолетовой обитаемой зоной.
По этим причинам основной целью в области экзопланетологии является поиск планеты, которая похожа на Землю размером, средней температурой и расстоянием от звезды. Однако искать такие экзопланеты непросто, так как вероятность транзита «нужной» планеты по диску её звезды очень мала из-за большого расстояния между ними.

## Свойства жёлтых карликов
Жёлтые карлики обладают массой от 0,9 до 1,1 масс Солнца, температурой поверхности от 5000 до 6000 K (температура поверхности Солнца 5772 K). Им соответствуют спектральные классы G0V-G9V. Поскольку само Солнце является жёлтым карликом класса G2V, эти типы звезд называются также аналогами Солнца. Они являются третьими по встречаемости в галактике Млечный Путь, после красных и оранжевых карликов. По разным данным, их распространённость во Вселенной от 3 до 10 %, поэтому найти аналог Земли у такой звезды — вопрос времени. Они остаются на главной последовательности примерно 10-11 миллиардов лет. Для Солнца время этой стадии — 10,9 млрд лет.
После Солнца ближайшей к Земле звездой является тройная система Альфа Центавра, расположенная на расстоянии 4,32 световых лет, главный компонент которой — жёлтый карлик. У этой звезды подозревается наличие сверхземли Альфа Центавра A b в обитаемой зоне.

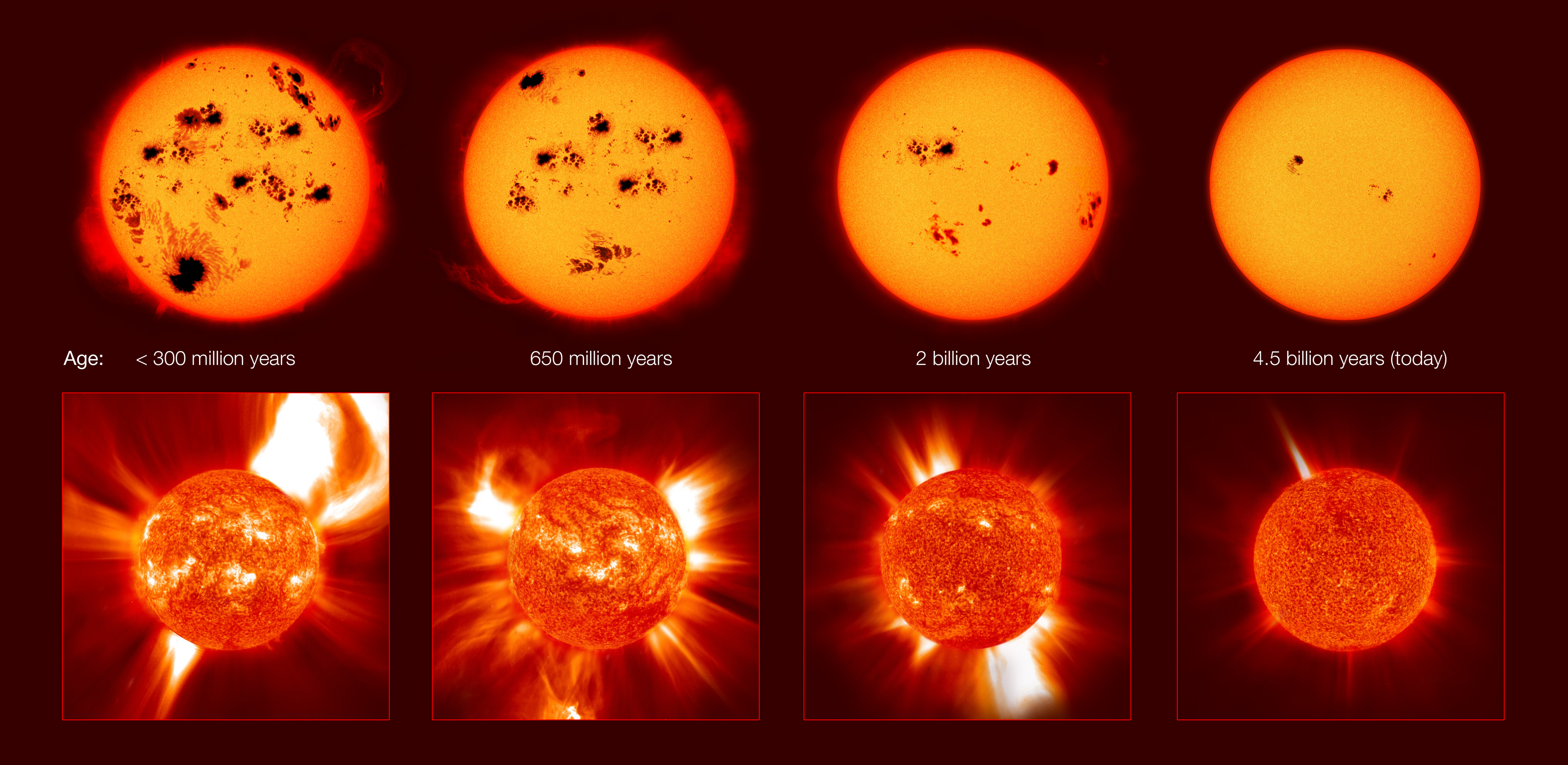
Активность Солнца в прошлом и сейчас (авторское представление)

Все звезды после своего образования проходят через фазу интенсивной активности из-за своего вращения; в начале жизни скорость вращения самая высокая. Продолжительность этого периода зависит от массы объекта: красные карлики могут оставаться в таком состоянии до 3 млрд лет, а жёлтые — примерно 500 миллионов лет. В самом начале своей жизни Солнце вращалось более чем в 10 раз быстрее. Чем быстрее вращается звезда, тем сильнее работает магнитное динамо в её ядре и тем сильнее магнитное поле. Поэтому рентгеновское и ультрафиолетовое излучение молодого Солнца было в сотни раз интенсивнее, чем сегодня.
Вероятный приливной захват потенциально обитаемых планет у красных карликов может привести к ослаблению магнитного поля этих планет. Атмосферы планет подвергаются воздействию солнечного ветра, выбросов заряженных частиц и высокоэнергетических космических лучей. Магнитное поле планеты защищает атмосферу от взаимодействия с ними и предотвращает потерю газов в космос. Слабое магнитное поле приведет к диссипации атмосферы и потере всей воды в космическое пространство из-за взаимодействия планеты со звездным ветром. Именно таким образом Марс потерял почти всю свою воду и атмосферу в открытый космос, даже находясь сравнительно далеко от Солнца. Усугублять эффект также будет намного бо́льшая продолжительность «активной фазы» красного карлика. Кроме того, красные карлики, в отличие от жёлтых, склонны к сильным вспышкам. Напротив, большая полуось планет, принадлежащих к обитаемой зоне звезд G-типа, достаточно широка, чтобы сохранить вращение планет и магнитное поле. Кроме того, продолжительность периода интенсивной звёздной активности жёлтого карлика слишком мала, чтобы уничтожить значительную часть атмосферы на планетах с массой, подобной земной или превышающей её, которые обладают гравитацией и магнитосферой, способными противодействовать воздействию звездного ветра.

## Обитаемая зона в системах жёлтых карликов

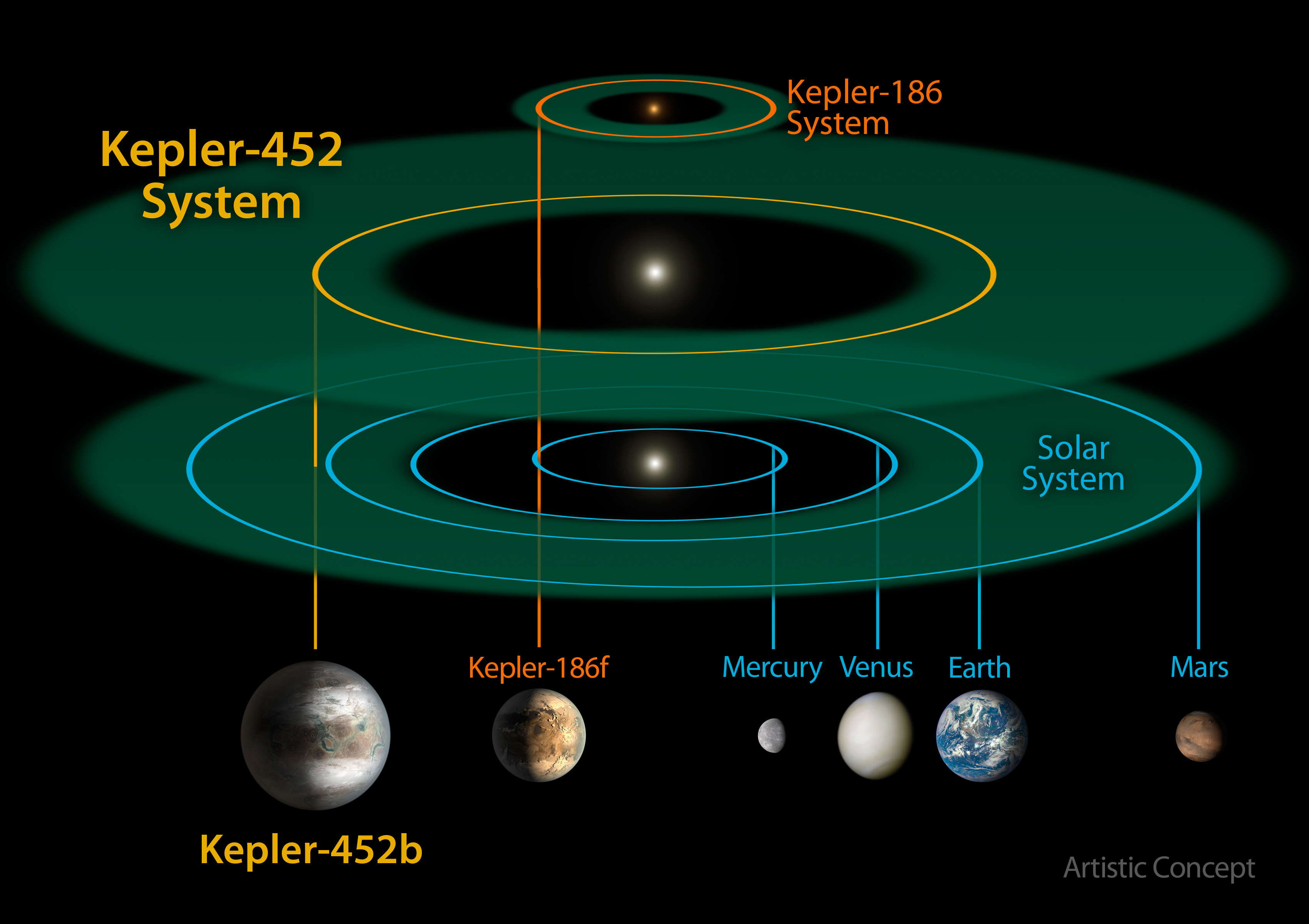
Обитаемые зоны звёзд Kepler-186 (красный карлик), Kepler-452 и Солнца (жёлтые карлики)

Чем ярче и массивнее звезда, тем дальше и шире будет обитаемая зона. У карликов класса G2V, подобных Солнцу, внутренняя граница обычно составляет 0,84 а. е., а внешняя — 1,67 а. е. У более поздних и прохладных жёлтых карликов класса G5V, меньших по массе и размеру, обитаемая зона находилась бы между 0,8 и 1,58 а. е. от звезды, в то время как у более раннего и горячего класса G0V она будет расположена на расстоянии от 1 до 2 а. е. от звезды. На орбитах, меньших, чем внутренняя граница обитаемой зоны, вода, появившаяся на экзопланете при её образовании, будет разрушаться в верхних слоях атмосферы посредством фотохимических реакций ультрафиолетового излучения с молекулами воды. В результате реакции вода распадается на водород и кислород. Водород настолько лёгкий, что покидает планету и теряется навсегда в открытый космос. Именно так Земля потеряет всю воду через миллиарды лет за счет увеличения светимости Солнца и, как следствие, смещения обитаемой зоны за пределы земной орбиты. Если планета расположена слишком далеко от звезды, температура может упасть ниже точки замерзания углекислого газа; это приведёт к его выпадению на поверхность планеты в виде сухого льда, увеличению альбедо (отражательной способности) и обратному парниковому эффекту, и в итоге к глобальному оледенению (см. также Земля-снежок). Планета также может стать холодной ледяной пустыней, похожей на Марс.
В отличие от жёлтых карликов, красные, самые маленькие из звёзд главной последовательности, имеют очень маленькую пригодную для жизни зону вблизи себя, что подвергает любые потенциально пригодные для жизни планеты в системе воздействию звезды, главным образом приливную синхронизацию вращения. Даже у такого маленького жёлтого карлика, как Тау Кита (класс G8.5V), максимальный радиус приливного захвата составляет 0,4237 а. е. В то же время внутренняя граница обитаемости в системе такой звезды — 0,522 а. е., таким образом, любая планета в зоне обитания в системе жёлтого карлика будет как минимум на 14,7 млн км дальше от радиуса приливного захвата и будет иметь циклы смены дня и ночи, как у Земли.
У жёлтых карликов обитаемая область может полностью совпадать с ультрафиолетовой зоной обитаемости. Эта область определяется внутренним пределом, за которым воздействие ультрафиолетового излучения было бы слишком опасным для ДНК, и внешним пределом, который обеспечивает минимальные уровни для живых организмов, необходимые для осуществления их биогенных процессов. Часто ультрафиолетовая зона обитаемости находится намного ближе к звезде, чем «традиционная». В таких случаях уровень ультрафиолета на гипотетической планете будет недостаточен для фотолиза и процесс формирования макромолекул будет затруднён или вовсе невозможен. В Солнечной системе ультрафиолетовая зона обитаемости расположена между 0,71 и 1,9 а. е. от Солнца, по сравнению с 0,84-1,67 а. е., которые обозначают крайние точки традиционной обитаемой зоны.
Манфред Кунц, доцент физики Техасского университета в Арлингтоне, США, и его коллеги исследовали как благоприятное, так и вредное воздействие ультрафиолетового излучения звезд на молекулы ДНК. Это позволяет изучать воздействие ультрафиолета на другие потенциальные внеземные формы жизни на основе углерода в обитаемых зонах вокруг других типов звезд. Наиболее значительный ущерб для ДНК, связанный с ультрафиолетовым светом, возникает от коротковолнового УФ-С (длина волны 100-280 нм)). Его источником являются горячие звезды F-типа и ранних классов таких как O и B, и хромосферы поздних оранжевых и красных карликов. Жёлтые карлики не являются активными источниками этого вредного типа излучения. 
Манфред Кунц считает, что ультрафиолетовое и космическое излучение вокруг звезды вполне может «выбирать», какой тип жизни может возникнуть вокруг нее.

## Потенциал возникновения жизни
Учитывая долгое время нахождения жёлтых карликов на главной последовательности, уровень ультрафиолетового излучения в их обитаемой зоне, большую полуось внутренней границы этой области, значительное расстояние от зоны обитаемости до предела приливного захвата, среди других факторов, жёлтые карлики считаются наиболее благоприятными для жизни вместе со звёздами K-типа.
Одной из целей исследований внесолнечных планет является поиск объекта, как можно более похожего на Землю: размером, массой, температурой, составом атмосферы и принадлежащего звезде, подобной Солнцу. Теоретически, планета с такими же параметрами, как Земля должна иметь сопоставимые условия обитаемости, которые позволили бы распространение внеземной жизни.
Существуют серьёзные проблемы с возможностью жить на планетах в системах красных карликов и у горячих звёзд класса F и выше. Таким образом, единственными звёздами, которые могут предложить комфортный сценарий для жизни, являются оранжевые и жёлтые карлики. Аналоги Солнца раньше рассматривались как наиболее вероятные кандидаты на нахождение планетной системы, похожей на Солнечную, и как наиболее подходящие для поддержания форм жизни на основе углерода и океанов с жидкой водой. 
Однако, система жёлтого карлика Солнца не является идеальным местом для жизни. Последующие исследования показали, что системы оранжевых карликов могут быть ещё более пригодными для жизни, чем жёлтых. Оранжевые карлики живут намного больше, чем Солнце — около 20-40 миллиардов лет, за счёт более «экономного» расхода водорода. Поэтому, обитаемая зона в таких системах стабильна на протяжении десятков миллиардов лет. Оранжевые карлики встречаются во Вселенной до 10 раз чаще, чем жёлтые. Вокруг оранжевых карликов возможно появление суперобитаемых планет, которые подходят для появления, эволюции и поддержания жизни даже лучше, чем сама Земля.
Жёлтые карлики по-прежнему представляют собой единственный тип звёзд, для которых есть доказательства их пригодности для жизни. Более того, в то время как у звёзд других типов обитаемая зона не полностью совпадает с ультрафиолетовой обитаемой зоной, у звёзд класса G обитаемая зона полностью находится в пределах последней. Наконец, жёлтые карлики имеют гораздо более короткую начальную фазу интенсивной звёздной активности, чем звёзды K-типа, что позволяет планетам, принадлежащим к солнечным аналогам, легче сохранять свои первичные атмосферы и поддерживать их на протяжении бо́льшей части главной последовательности.

## Экзопланеты в системах жёлтых карликов

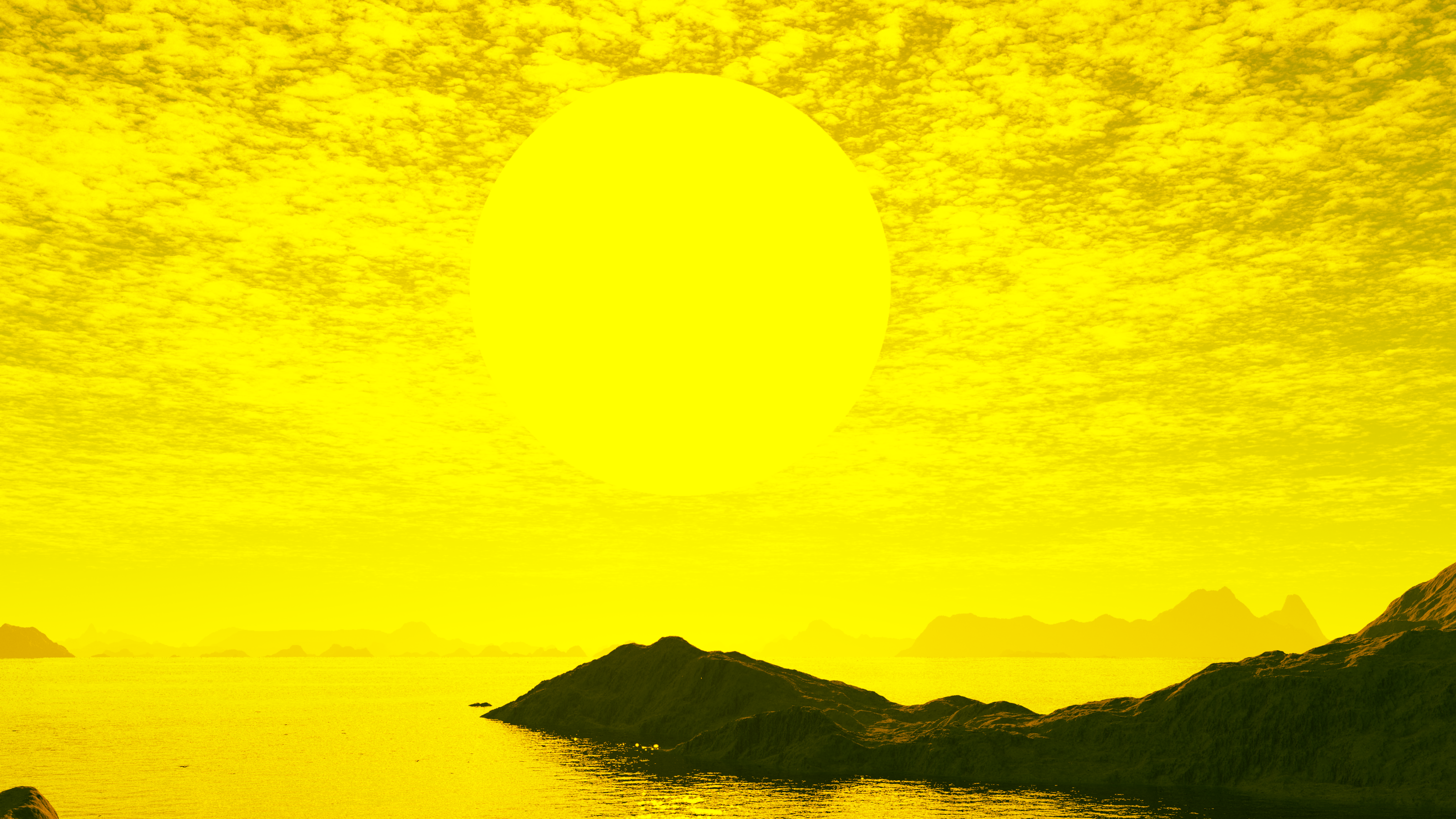
Авторское представление о закате на экзопланете в обитаемой зоне в системе жёлтого карлика

Большинство экзопланет были найдены телескопом «Кеплер», который использует транзитный метод для поиска внесолнечных планет. Когда планета проходит по диску своей звезды, блеск светила немного уменьшается. Этот метод оказался наиболее успешным в исследованиях экзопланет, вместе с методом лучевых скоростей, который заключается в анализе колебаний, вызванных гравитационным воздействием планет на их звёзды. Однако таким образом легко обнаружить только планеты, находящиеся чрезвычайно близко к своим звёздам. Как следствие, большинство обнаруженных экзопланет являются либо очень горячими, либо относятся к звёздам с малой массой, чья обитаемая зона находится близко к ним. Год на таких планетах часто не превышает нескольких земных дней. Это означает, что планета будет часто проходить по диску звезды и её намного проще обнаружить.
Планетам, принадлежащим к обитаемой зоне жёлтых карликов, таким как Земля, Kepler-22 b или Kepler-452 b, требуется сотни дней, чтобы совершить полный оборот вокруг своей звезды. Намного более высокая светимость этих звёзд, редкие транзиты из-за огромной длины орбиты планеты снижают вероятность обнаружения обитаемых планет и значительно увеличивают количество «ложных» открытий, как в случае с KOI-5123.01 и KOI-5927.01. Наземные и орбитальные обсерватории, строительство которых запланировано на ближайшие годы, могут увеличить число открытий аналогов Земли в системах желтых карликов.

### Kepler-452 b
Kepler-452 b находится на расстоянии 1400—1800 световых лет от Земли, в созвездии Лебедя. Радиус планеты составляет около 1,63 R⊕, это примерная граница между сверхземлями и мининептунами. Если плотность планеты близка к земной, то её масса будет около 5 M⊕, а сила тяжести в 2 раза больше. Эта планета находится в системе жёлтого карлика G2-4V, возраст которого оценивается в 6 млрд лет, на 1,5 млрд лет старше Солнца. Масса и радиус Kepler-452 составляют 1,04 и 1,11 солнечных соответственно. Хотя планета дальше от своего солнца, чем Земля, она существенно теплее. Год на этой планете длится 385 земных дня. Если у этой экзопланеты схожее с Землей альбедо и состав атмосферы, то средняя температура поверхности будет составлять около 29 °C.
Точно неизвестно, является ли Kepler-452 b планетой земной группы, планетой-океаном или мининептуном. Если это сверхземля, то она, вероятно, будет иметь более плотную атмосферу, высокую концентрацию облаков, интенсивную вулканическую активность и вот-вот подвергнется неконтролируемому парниковому эффекту, подобному парниковому эффекту Венеры, из-за постепенного увеличения яркости своей звезды. На Kepler-452 b, возможно, происходит тот же процесс, что будет происходить на Земле через миллиард лет.
В 2018 году появилось сообщение, что экзопланета Kepler-452 b должна считаться кандидатом в экзопланеты. Несмотря на это, во многих источниках экзопланета числится в подтверждённых.

### Тау Кита e
Тау Кита e, кандидат в экзопланеты в системе звезды класса G8.5V в созвездии Кита, в 12 световых годах от Земли. Ее радиус составляет 1,59 R⊕, а масса — 4,29 M⊕, поэтому, как и Kepler-452 b, она находится на границе между земными и газообразными планетами. При орбитальном периоде всего 168 дней, её температура, предполагая, что состав атмосферы и альбедо подобны земным, составит около 50 °C.
Планета расположена на внутреннем краю обитаемой зоны и получает примерно на 60% больше энергии, чем Земля. Ее размер также может подразумевать более плотную атмосферу, что делает ее объектом типа супер-Венеры. В противном случае она могла бы стать первой обнаруженной «термопланетой».